# William Fontleroy
William Fontleroy (* 20. Oktober 1978) ist ein ehemaliger US-amerikanischer Basketballspieler.

## Laufbahn
Der 1,91 Meter große Aufbauspieler, aus Gary im US-Bundesstaat Indiana stammend, war bis 2000 Mitglieder der Hochschulmannschaft der Southwest Missouri State University (später in Missouri State University umbenannt). Fontleroy war für seine Sprungkraft bekannt, die er unter anderem für kraftvolle Korbabschlüsse nutzte. Mit 1133 erzielten Punkten belegte er in der ewigen Korbjägerliste der Hochschule den 16. Rang, als er diese 2000 verließ. Seine 471 Vorlagen waren der zweitbeste Wert in der Geschichte der Mannschaft.
Er begann seine Laufbahn als Berufsbasketballspieler in der Saison 2000/01 bei der BSG SFL/OSC Bremerhaven in der 2. Bundesliga Nord in Deutschland. In Bremerhaven wurde er zum Liebling der Anhängerschaft. In seinem zweiten Spieljahr in Bremerhaven erreichte der US-Amerikaner herausragende Werte, als er pro Partie 25,2 Punkte und 4,1 Rebounds erzielte sowie durchschnittlich je Spiel 4,2 Korberfolge seiner Mitspieler einleitete. In der Saison 2002/03 spielte er für Aix-Maurienne in der zweiten Liga Frankreichs und kam auf 14,4 Punkte je Begegnung, musste aber wegen einer Augenverletzung längere Zeit aussetzen.
Fontleroy stand im Spieljahr 2003/04 beim österreichischen Bundesligisten Arkadia Traiskirchen unter Vertrag und brachte es auf 16 Punkte sowie 5,3 Korbvorlagen je Begegnung. In der Sommerpause 2004 kehrte er nach Bremerhaven zurück, die Mannschaft war mittlerweile in Eisbären umbenannt worden. Unter Trainer Sarunas Sakalauskas gelang Fontleroy mit Bremerhaven in der Saison 2004/05 den Bundesliga-Aufstieg.
Ende September 2005 nahm der französische Erstligist Cholet Basket den US-Amerikaner unter Vertrag. Es blieb ein kurzes Gastspiel in Cholet, Fontleroy wurde in drei Ligaspielen eingesetzt und erzielte 3,3 Punkte je Begegnung. Anschließend wechselte Fontleroy er zu InterCollege Etha Engomis nach Zypern. Das wurde der letzte Halt seiner Laufbahn als Berufsbasketballspieler.
In seinem Heimatland wurde Fontleroy als Basketball-Jugendtrainer tätig. Seine Tochter Ysabella wurde eine talentierte Basketballspielerin. 2019 wurde er für seine Leistungen als Spieler in die Sportruhmeshalle der Missouri State University aufgenommen.